# ويستبورت (كونيتيكت)
ويستبورت، كونيتيكت (بالإنجليزية: Westport, Connecticut)‏ هي بلدة أمريكية، في الولايات المتحدة، تقع في مقاطعة فيرفيلد، بلغ عدد سكانها 26,391  نسمة وذلك حسب إحصائيات سنة 2010، تبلغ مساحتها 86.6462 كم²، رمزها البريدي هو 06880.